# Porcellionides cingendus
Porcellionides cingendus là một loài chân đều trong họ Porcellionidae. Loài này được Kinahan miêu tả khoa học năm 1857.